# Terje Vigen
Pour plus de détails, voir Fiche technique et Distribution.
Terje Vigen est un film suédois muet de Victor Sjöström sorti en 1917. Il s'inspire d'un poème épique homonyme écrit par Henrik Ibsen et publié en 1862.

## Synopsis
Début du XIXe siècle. En Norvège, durant les Guerres napoléoniennes. Un courageux pêcheur, Terje Vigen, brave le blocus de la marine de guerre anglaise afin d'acheminer des provisions pour sa famille affamée. Après une longue poursuite, il est capturé puis jeté en prison. La guerre terminée, il retourne vers son village et découvre que sa femme et ses enfants n'ont pas survécu à la famine. Des années plus tard, au cours d'une tempête, il part secourir un vaisseau en détresse. Il s'aperçoit, par la suite, que l'homme qu'il est en train de sauver n'est autre que le capitaine qui le prit, jadis, en otage. Animé d'un désir de vengeance, Terje cherche à le noyer... Mais, lorsqu'il voit un enfant dans les bras de l'épouse du capitaine, il se remémore celui qu'il a lui-même perdu et se laisse attendrir... Victor Sjöström utilise certaines strophes du poème d'Ibsen comme intertitres.

## Fiche technique
- Titre du film : Terje Vigen
- Réalisation : Victor Sjöström
- Scénario : Gustaf Molander, V. Sjöström d'après le poème d'Henrik Ibsen
- Photographie : Julius Jaenzon
- Film muet - Noir et blanc 1,33
- Décors : Axel Esbensen
- Effets spéciaux : Nils Elffors
- Production : Svenska Biografteatern A.B.
- Durée : 58 minutes
- Pays d'origine :  Suède
- Sortie : 29 janvier 1917

## Distribution
- Victor Sjöström : Terje Vigen
- Edith Erastoff : la dame anglaise
- August Falck : le capitaine anglais
- Bergliot Husberg : Madame Vigen
- William Larsson : le nouveau propriétaire
- Gucken Cedeborg : la femme du propriétaire

## Commentaire
Entre Ingeborg Holm (1913) et Terje Vigen (1917), Victor Sjöström modifia sa vision. Autrefois, très réservé sur les possibilités d'adapter à l'écran les œuvres d'Henrik Ibsen, « il ne voyait pas comment le style de l'auteur norvégien pouvait être concilié avec la mode prédominante des comédies et des films à suspense. » Par conséquent, il n'accéda pas, tout de suite, aux souhaits exprimés par Charles Magnusson (1878-1948), directeur fondateur de la Svenska Biograph.
Mais, plus tard, au cours d'un voyage sentimental dans la région du Varmland, où il passa son enfance, il revit sa nourrice qui lui parla du courage de sa mère. En poursuivant son périple à vélo, il arriva à Grimstad, sur la côte norvégienne, à l'endroit où Ibsen avait eu l'idée d'écrire son poème Terje Vigen. C'est là qu'il adopta des conceptions panthéistes. Lorsqu'il rentra à Stockholm, en août 1916, il était, dès lors, prêt à tourner le film dont rêvait Magnusson. « Selon les critères de l'époque, cela aurait pu être La Porte du paradis de Michael Cimino de la Svenska Bio. » Le budget atteignait effectivement 60 000 couronnes - trois fois la somme courante d'un film de cette période - et le tournage dura trois mois. À la sortie du film, l'accueil public et critique fut exceptionnel, 43 copies du film furent exportés. Victor Sjöström fut présenté comme le plus grand réalisateur de son temps. Lorsque Terje Vigen fut distribué aux États-Unis, en 1920, un journaliste écrivit : « Seastrom - c'était son nom outre-Atlantique - devrait venir en Amérique pour apprendre à ses concurrents comment l'on fait des films. »
René Jeanne et Charles Ford décrivent ce chef-d'œuvre comme une « sorte de Chanson de Roland intime qui célèbre la mer et les hommes qui vivent avec elle, qui dénonce la cruauté de la guerre et les ambitions des dictateurs et qui plaint tous les hommes que la guerre a éloignés de tout ce qu'ils avaient de plus cher au monde et qui se retrouvent seuls. »
Terje Vigen est un jalon fondamental dans l'œuvre du cinéaste. « Il inaugure la grande période de Sjöström. L'auteur a définitivement trouvé son rythme lent, sa démarche lourde, solennelle qui enveloppe de mysticisme le monde naturel. »